# Džarly
Il Džarly (in russo Джарлы?) è un fiume del Kazakistan e della Russia, affluente di destra del Bol'šoj Kumak. Scorre nella Regione di Qostanay e nell'oblast' di Orenburg.
Il fiume ha origine dalla confluenza di due piccoli corsi d'acqua, scorre brevemente in Kazakistan e poi entra in Russia dirigendosi prevalentemente in direzione sud-ovest. Ha una lunghezza di 110 km, l'area del suo bacino è di 3230 km². Sfocia nel Bol'šoj Kumak a 140 km dalla foce. Nell'alto corso attraversa il villaggio di Adamovka.